# Begonia uruapensis
Begonia uruapensis là một loài thực vật có hoa trong họ Thu hải đường. Loài này được Sessé & Moç. mô tả khoa học đầu tiên năm 1890.